# Scansati... a Trinità arriva Eldorado
Scansati... a Trinità arriva Eldorado è un film del 1972, diretto da Aristide Massaccesi.

## Trama
Jonathan Duke è un impostore che vende elisir di lunga vita insieme al suo complice Carter. I due vengono, successivamente, stanati e costretti a cambiare metodo di truffa. Il Duca tenta così la strada del baro professionista ma, ancora una volta, senza successo, dato che tutto finisce con una rissa in un saloon. I due mascalzoni decidono, quindi, di assaltare la ricca città di Trinità, governata dal folle Eldorado. Jonathan riesce ad impossessarsi dell'oro, sposa la bella Juanita e continua le sue attività illecite.

## Produzione

### Regia
Per quanto concerne la paternità del film, vi sono stati numerosi dibattiti. La pellicola presenta la didascalia «regia di Dick Spitfire» (pseudonimo del produttore Spataro). Successivamente, si è ipotizzato Demofilo Fidani dietro la macchina da presa. In realtà, tramite una intervista ad Aristide Massaccesi, si è scoperto che fu lui a dirigere il lungometraggio e che non volle essere accreditato nei titoli di testa perché non contento del risultato finale.

### Sceneggiatura
Scritto da Romano Scandariato, rientra nel filone degli spaghetti western comici. Il titolo, infatti, allude alla saga di Lo chiamavano Trinità.

### Riprese
Stando sempre alle parole del regista romano, Scansati ... a Trinità arriva Eldorado venne girato in appena sei giorni, con materiale di repertorio.

## Colonna sonora
La colonna sonora è firmata da Giancarlo Chiaramello. I brani, invece, sono stati eseguiti dai Delirium e dagli Osanna, band attive nel campo rock progressive.

## Distribuzione
Il film uscì nelle sale italiane il 12 novembre 1972. In seguito, venne esportato all'estero, dove è conosciuto col titolo internazionale Go Away! Trinity Has Arrived in Eldorado.

## Accoglienza
Recensito in modo negativo, è considerato da molti come una pellicola trash e di basso valore.